# Andoorndikkopje
Het andoorndikkopje (Muschampia lavatherae) is een dagvlinder uit de familie van de Hesperiidae, de dikkopjes.

## Verspreiding
De soort komt voor van het rijndal in Midden-Duitsland tot Noord-Afrika en van Zuidoost-Frankrijk tot Klein-Azië. De soort komt niet in Nederland en België voor, de dichtstbijzijnde vliegplaatsen zijn op bloemrijke hellingen bij Lorch en St. Goarhausen in de Duitse deelstaat Hessen.

## Levenswijze
Het andoorndikkopje is bekend van de volgende waardplanten: bergandoorn (Stachys recta) en in Zuid-Europa vooral Sideritis Scordioides. De vlinder legt haar eieren in een kelk van de waardplant waarvan de bloemkroon net afgevallen is. In de eerste twee stadia leeft het rupsje van het onrijpe zaad. Vanaf het derde stadium leef het tussen samengesponnen bladeren. In dit stadium, maar soms ook in het vierde stadium overwinteren de rupsen in een samengesponnen blad in de strooisellaag. De rupsen groeien zeer traag en kennen zes stadia, waar andere dikkopjes er maar 5 hebben.
De vliegtijd is van eind mei tot eind juli

## Biotoop
De vlinder leeft op droge, warme plaatsen langs rotshellingen en in graslanden die niet of slechts licht beweid worden.

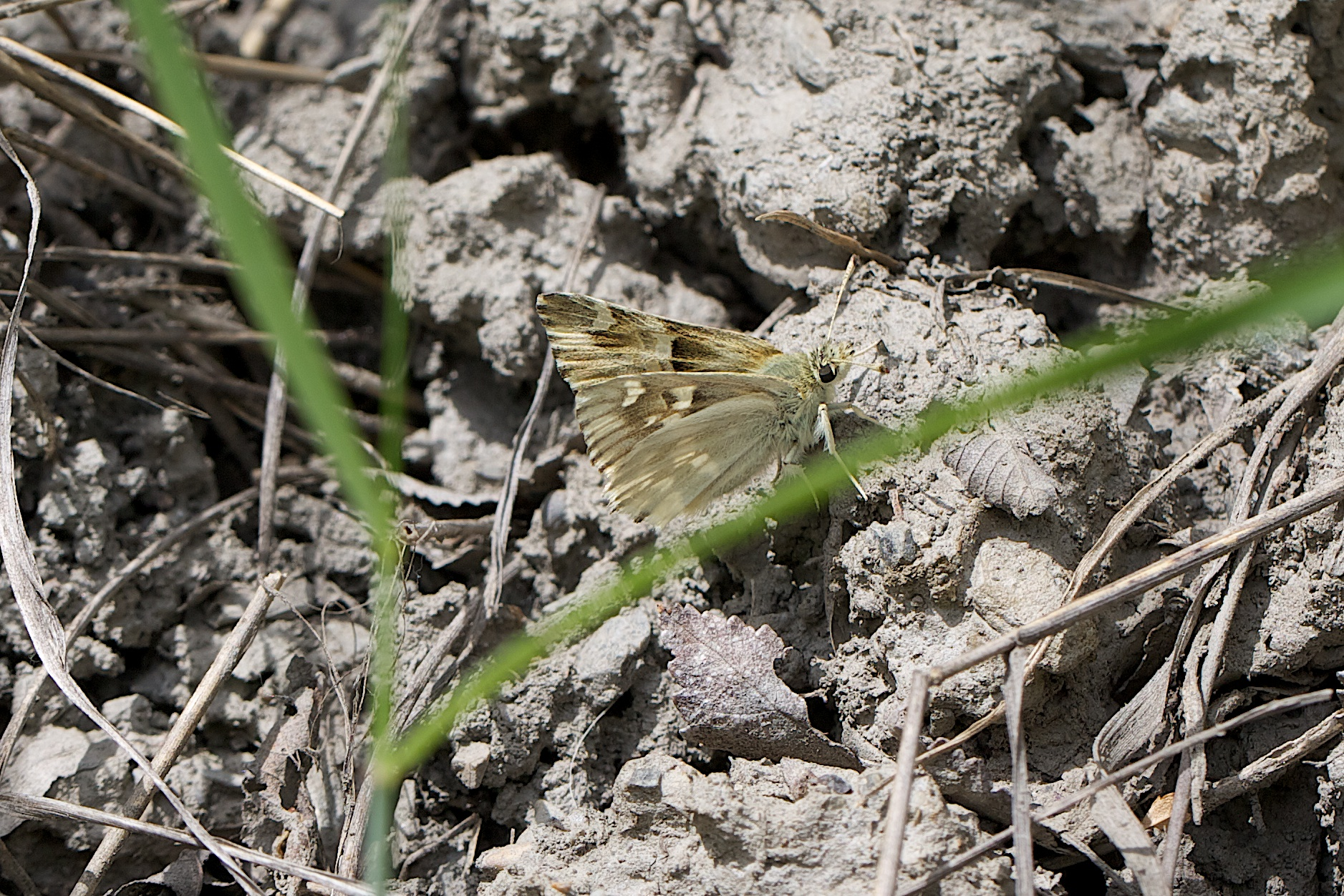